# Conioselinum chinense
Conioselinum chinense är en flockblommig växtart som först beskrevs av Carl von Linné, och fick sitt nu gällande namn av Britton, Sterns och Justus Ferdinand Poggenburg. Conioselinum chinense ingår i släktet ryssiljor, och familjen flockblommiga växter. Utöver nominatformen finns också underarten C. c. boreale.